# Michael E. Mann
Michael E. Mann (Amherst, 1965) è un climatologo e geofisico statunitense, direttore dell'Earth System Science Center presso la Pennsylvania State University.
Mann ha contribuito alla comprensione scientifica del cambiamento climatico analizzando le temperature dei millenni passati.
Come autore principale di uno studio del 1998, prodotto con Raymond S. Bradley e Malcolm K. Hughes, Mann ha usato tecniche statistiche avanzate per cercare variazioni regionali in una ricostruzione del clima degli emisferi relativa agli ultimi 600 anni. Nel 1999 lo stesso team ha usato queste tecniche per produrre una ricostruzione relativa agli ultimi 1000 anni (MBH99), il cui grafico risultante è stato paragonato ad una mazza da hockey per via del suo aspetto. Mann è stato uno degli otto autori principali del capitolo "Observed Climate Variability and Change" del Third Scientific Assessment Report pubblicato nel 2001 dal Gruppo intergovernativo sul cambiamento climatico (IPCC). Un grafico basato sullo studio MBH99 fu riportato in varie parti del Rapporto di valutazione. L'IPCC ha riconosciuto che il suo lavoro, insieme a quello dei molti altri autori e redattori, ha contribuito alla premiazione con il Nobel per la Pace del 2007, assegnato all'IPCC e ad Al Gore.